# Jagra Lobsang Tenzin
Jagra Lobsang Tenzin aussi appelé Lobsang Tenzin Chamdo Jagra Rinpoché (Gyai'ra Losang Dainzin) né en 1953, est un homme politique tibétain.

## Biographie
Il est l'un des fils de Lhalu Tsewang Dorje.
En 2002, Wang Lixiong, signale que Jagra Lobsang Tenzin était directeur adjoint du Bureau régional des nationalités et des religions.
En 2003, Jagra Lobsang Tenzin est devenu vice-président du gouvernement de la région autonome du Tibet.
Le 17 janvier 2005, selon un site du gouvernement chinois, Jagra Lobsang Tenzin déclara lors d'une réunion des responsables de la RAT que les nouvelles réglementations religieuses introduites le 1er mars 2005 par le Conseil d'État apportaient « une arme juridique pour résister aux forces étrangères utilisant la religion pour infiltrer notre pays ».